# Zamrock
Als Zamrock wird eine zu Beginn der 1970er Jahre entstandene Musikrichtung aus der Republik Sambia (vor allem in den Städten Lusaka und Chingola) bezeichnet.
Stilprägend beeinflusst wurde er von amerikanischen und britischen Rockbands wie Black Sabbath, Blue Cheer und Cream, dem Funk eines James Brown und dem Gitarrenstil eines Jimi Hendrix. Bands wie The Witch, Wings of Africa, Amanaz, Chrissy Tembo, Paul Ngozi, Keith Mlevhu, und allen voran Rikki Ililonga vermischten Psychedelic Rock mit seinen harten ostinaten Riffs mit afrikanischen Rhythmen. Im Vordergrund steht oft ein hypnotisch groovender Gitarrensound. Da Sambia vor seiner Unabhängigkeit 1964 Teil der britischen Kolonie Rhodesien war, ist der britische Einfluss in dieser Form eines „afrikanischen Garagenrocks“ häufig nicht zu überhören. Gesungen wurde überwiegend auf Englisch. Die Platten wurden bei der Erstveröffentlichung nur in geringen Stückzahlen (mehrere Hundert) gepresst und die Möglichkeiten für Plattenverkäufe blieben durch die verhältnismäßig geringe Einwohnerzahl des Landes begrenzt. Als die wirtschaftliche Krise im Copperbelt in den 1980ern spürbar wurde, bedeutete dies das Ende des Zamrock.
Zu Beginn der 2010er gewann die alte Musik international zunehmend an Aufmerksamkeit. Viele Platten aus den 1970ern wurden wiederveröffentlicht. Soweit sie nicht dem grassierenden AIDS-Virus zum Opfer gefallen waren, konnten zahlreiche maßgebende Musiker des Zamrock auch international wieder auf Tour gehen.